# Règlements européens 2016/1103 et 2016/1104
Les règlements européens no 2016/1103 du Conseil du 24 juin 2016 mettant en œuvre une coopération renforcée dans le domaine de la compétence, de la loi applicable, de la reconnaissance et de l’exécution des décisions en matière de régimes matrimoniaux (dit règlement régimes) et n° 2016/1104 du Conseil du 24 juin 2016 mettant en œuvre une coopération renforcée dans le domaine de la compétence, de la loi applicable, de la reconnaissance et de l’exécution des décisions en matière d’effets patrimoniaux des partenariats enregistrés (dit règlement partenariats) sont deux règlements européens entrés en vigueur en janvier 2019 et permettant notamment la reconnaissance mutuelle des unions matrimoniales, y compris homosexuelles, par dix-huit États membres de l'Union européenne à partir de cette date.
Ils suivent de quelques années la convention sur la reconnaissance des partenariats enregistrés qui n'avait été ratifiée que par l'Espagne et n'était jamais entrée en vigueur. Leur adoption a été difficile en raison de l'hostilité de certains états (notamment ceux refusant les unions homosexuelles : Bulgarie, Lettonie, Lituanie, Pologne, Roumanie et Slovaquie). C'est pourquoi ils ont dû être adoptés par une procédure de coopération renforcée et ne sont pas applicables dans tous les états membres. Ils représentent une modernisation juridique importante.
Les règlements ne s'appliquent qu'aux mariages conclus après le 29 janvier 2019, mais à tous les partenariats quels que soit leur date de conclusion (en l'absence de convention internationale antérieure au règlement 2016/1104.

## Historique et adoption
Les textes, dans la lignée du principe de libre circulation au sein de l'Union européenne, répondent à une mobilité croissante des couples et à un nombre élevé de situations conflictuelles. Les propositions ont été soumises par la Commission européenne en 2011, amendées par le Parlement européen en 2013, mais se sont heurtées en 2015 à l'absence d'unanimité des États membres. Le Traité sur le fonctionnement de l’Union européenne a néanmoins permis la mise en place et l'aboutissement rapide d'une procédure de coopération renforcée en 2016.

## Structure et contenu
Les deux règlements, « quasi jumeaux » suivent une structure extrêmement similaire, avec par exemple les mêmes numéros d'articles pour les mêmes sujets.